# Catops fuliginosus
Catops fuliginosus é uma espécie de insetos coleópteros polífagos pertencente à família Leiodidae.
A autoridade científica da espécie é Erichson, tendo sido descrita no ano de 1837.
Trata-se de uma espécie presente no território português.